# 圣科隆布 (伊勒-维莱讷省)
圣科隆布（法語：Sainte-Colombe，法語發音：[sɛ̃t kɔlɔ̃b] ⓘ）是法国伊勒-维莱讷省的一个市镇，位于该省南部偏东，属于富热尔-维特雷区。

## 地理
圣科隆布（47°53'16"N, 1°27'22"W）面积7.58 平方千米，位于法国布列塔尼大區伊勒-维莱讷省，该省份为法国西北部沿海省份，位于布列塔尼半岛东部，北濒大西洋，西接阿摩尔滨海省和莫尔比昂省，南至大西洋卢瓦尔省，西南端接曼恩-卢瓦尔省，东临马耶讷省，东北与芒什省接壤。
与圣科隆布接壤的市镇（或旧市镇、城区）包括：科埃姆、拉库耶尔、讓澤、布列塔尼地区勒泰伊。

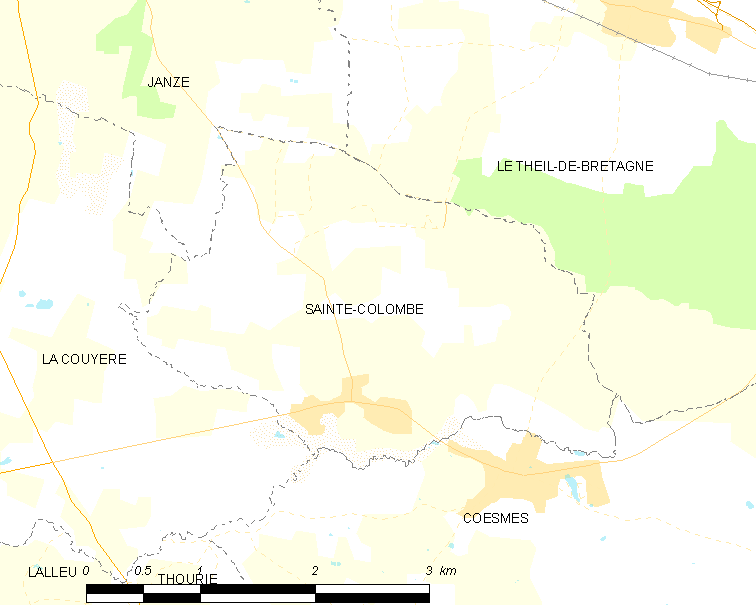
的OSM定位图

圣科隆布的时区为UTC+01:00、UTC+02:00（夏令时）。

## 行政
圣科隆布的邮政编码为35134，INSEE市镇编码为35262。

## 政治
圣科隆布所属的省级选区为布列塔尼地区拉盖尔什县。

## 人口

1962-2008年间人口变化图示

圣科隆布于2022年1月1日时的人口数量为364人。